# Orsay
Orsay ist eine französische Stadt im Département Essonne in der Region Île-de-France. Sie gehört zum Arrondissement Palaiseau und ist Verwaltungssitz der Communauté Paris-Saclay.

## Geografie
Die Stadt mit 16.655 Einwohnern (Stand 1. Januar 2022) liegt im Tal der Yvette 30 Kilometer südsüdwestlich vom Zentrum von Paris.

## Infrastruktur
Die Stadt beherbergt die vorwiegend naturwissenschaftliche Zweigniederlassung der Universität Paris-Saclay (Mathematik, Physik, Biologie, Medizin, Sportwissenschaften).
Auf dem Campus befindet sich eine der größten physikalischen Forschungseinrichtungen Frankreichs, u. a. mit dem Forschungszentrum IN2P3 für Kernphysik.

## Bevölkerungsentwicklung
| Jahr                       | 1962 | 1968   | 1975   | 1982   | 1990   | 1999   | 2011   | 2019   |
| Einwohner                  | 9344 | 12.087 | 13.544 | 14.071 | 14.863 | 16.236 | 15.903 | 15.503 |
| Quellen: Cassini und INSEE |      |        |        |        |        |        |        |        |

## Sehenswürdigkeiten
Siehe: Liste der Monuments historiques in Orsay

## Partnergemeinden
- Dogondoutchi in Niger[1]
- Vila Nova de Paiva in Portugal
- Kempen in Nordrhein-Westfalen[2]

## Persönlichkeiten
- Guy Demel (* 1981), Fußballspieler
- Teddy Atine-Venel (* 1985), Sprinter
- Karel Elodie Ziketh (* 1991), Hürdenläuferin
- Sega Keita (* 1992), Fußballspieler